# ベッシー・ハットン
ベッシー・ライル・ハットン（Bessie Lyle Hatton、1867年11月22日 - 1964年3月25日）は、イングランド出身の女優、劇作家、ジャーナリストおよび男女同権論者で、英国婦人参政権運動にも参加した。

## 生涯
1867年11月22日、イングランドのウスターシャー州 クレインズ村で生まれる。小説家でジャーナリストのジョセフ・ハットンとルイーザ・ジョンソンの娘であり、探検家のフランク・ハットンを兄に持つ。アルデンヌにある女子修道院付属学校とベッドフォード大学ロンドン校で教育を受けたが、シェイクスピア作品を上演していたフランク・ベンソンカンパニーに入会するために大学を退学した。1890年、シャフツベリー劇場で上演された「Judah」に女優のガートルード・ワーデンとのダブルキャストで出演した。
父親からの助言があった上で、女優業に支障を来たすかもしれないという不安をよそに、ハットンは「The Village of Youth and Other Fairy Tales」（1895年）や舞台脚本を担当した「Before Sunrise」などのフィクション作品を書いている。1909年12月11日、「Before Sunrise」が女性自由連盟のためにロイヤル・アルバート・ホールで上演された。
1908年6月、ハットンは女優仲間で作家のシスリー・ハミルトンとともに女性作家参政権連盟を設立した。この団体は男女の区別なしにあらゆる階級に門戸を開いた。連盟幹事を務めたハットンは行事に参加し、参政権会合のための催し物を手配した。
第一次世界大戦が勃発した際、女性作家参政権連盟はエンデ―ル・ストリート軍病院に図書館を設置し、病院のレクリエーション活動の手配を手助けした。ハットンは生涯未婚であり、1964年3月25日に亡くなったとされている。